# Vecchio Amaro del Capo
Le Vecchio Amaro del Capo est une marque d'amer italien fabriqué à Limbadi en Calabre, dans le sud de l'Italie, par la distillerie familiale Caffo depuis 1915.

## Description
Cet amer est composé de 29 herbes officinales, de fleurs et de racines infusées dans de l'alcool, et d'arômes extraits d'ingrédients naturels. Elle titre aujourd'hui 35° d'alcool (auparavant 40) et est hautement digestive. Son mode de fabrication naturel consiste à laisser les nombreux ingrédients macérer dans de l'alcool à 90° pendant quelques jours. On y retrouve entre autres de la mandarine, de l'anis, de la camomille, de la bigarade, de l'orange et des fleurs d'oranger, du genévrier, de la menthe poivrée, de la réglisse et de l'hysope.
La liqueur est produite dans la province de Vibo Valentia, près de Capo Vaticano, localité qui a donné son nom à la liqueur et illustre sa célèbre étiquette. Cette liqueur possède une couleur sombre et est caractérisée par un gout doux, sucré, et aromatique long en bouche. 
Il est conseillé de la boire bien glacée à -20 °C, en cocktail avec du tonic, ou pour agrémenter le café.
Le slogan actuel est « Ghiacciato ti conquista » (« Glacé, il te conquiert »).
En 2010, le Vecchio Amaro del Capo obtient la médaille d'or au concours mondial de Bruxelles dans la catégorie spiritueux (note supérieure à 87/100). C'est le seul amer italien à avoir obtenu une telle distinction. En 2016, l’Amaro del Capo fut consacrée meilleure liqueur aux herbes de l’année au concours international de Neustadt. En 2015, à l'occasion du centenaire de la marque, une édition limitée Riserva est commercialisée. L'amer en question est produit à partir d'eaux-de-vie millésimées et chaque bouteille est numérotée.